# Johannes Jung (Politiker, 1967)

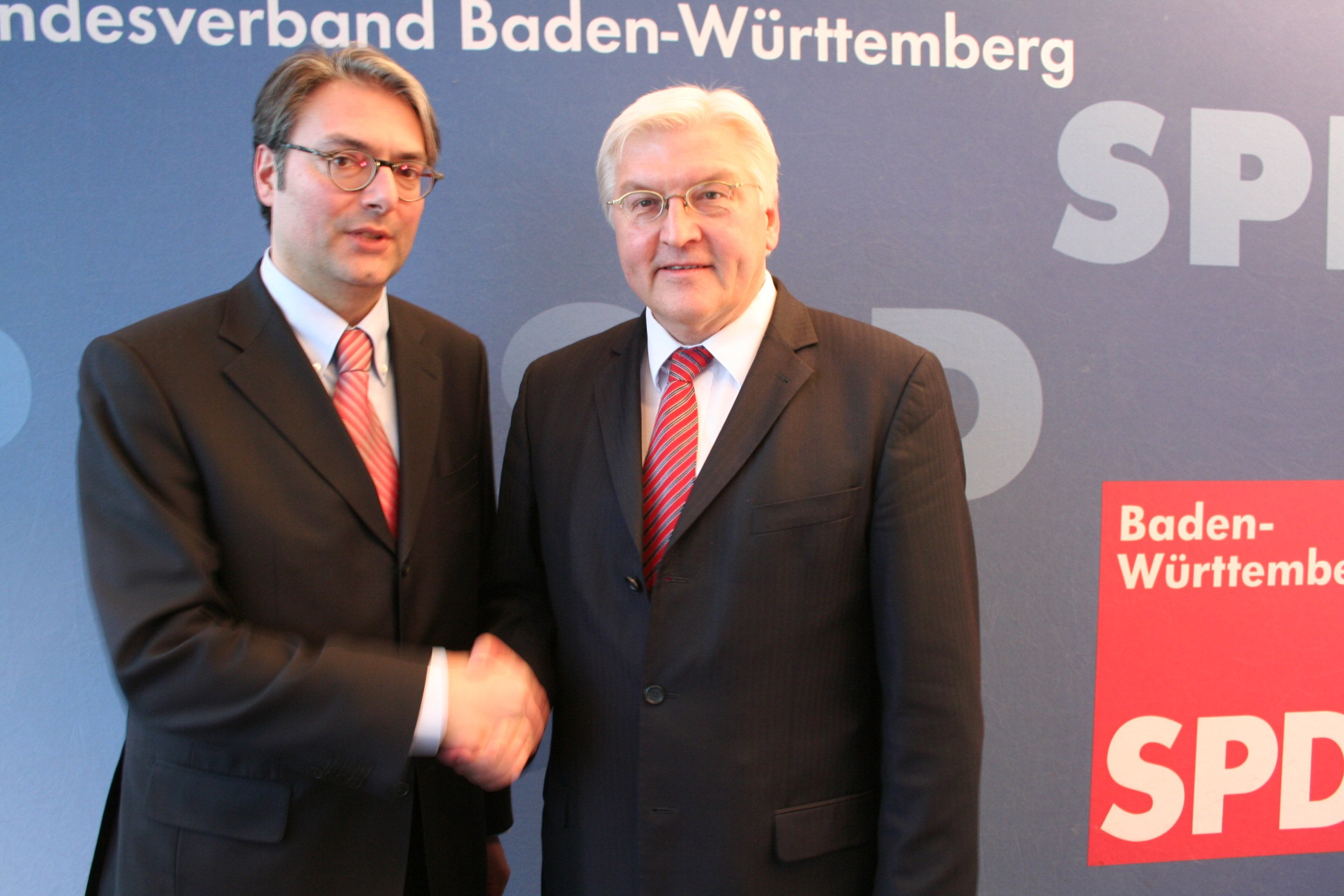
Johannes Jung (links) mit Frank-Walter Steinmeier, 2009

Johannes Jung (* 27. März 1967 in Karlsruhe) ist ein deutscher Politiker (SPD).

## Leben und Beruf
Nach dem Abitur 1986 am Ludwig-Marum-Gymnasium in Pfinztal studierte Jung Politikwissenschaft, Öffentliches Recht, Europarecht und Soziologie an der Ruprecht-Karls-Universität Heidelberg, das er 1995 als Magister Artium abschloss.
Anschließend war er als Geschäftsführer beim SPD-Landesverband Baden-Württemberg und danach von 1998 bis 2005 als wissenschaftlicher Mitarbeiter der Bundestagsabgeordneten Brigitte Wimmer tätig.
Er arbeitete, nachdem er 2009 aus den Bundestag ausgeschieden war, bis Ende April 2012 für die Unternehmensberatung Roland Berger mit Schwerpunkt auf Europathemen. Von Mai 2012 bis Ende März 2018 war er Leiter der Vertretung des Landes Baden-Württemberg bei der Europäischen Union. Daraufhin wechselte er ins Ministerium der Justiz und für Europa Baden-Württemberg und wurde dort Beauftragter für europäische Integration und rechtsstaatliche Zusammenarbeit.
Jung ist verheiratet und hat eine Tochter.

## Partei
Jung wurde als Schüler 1982 Mitglied der Jusos und 1985 der SPD. Von 1990 bis 1991 war er stellvertretender Landesvorsitzender der Jusos in Baden-Württemberg.
Seit 2000 gehörte er zwischenzeitlich dem Vorstand des SPD-Kreisverbandes Karlsruhe-Stadt und seit 2001 auch dem SPD-Landesvorstand in Baden-Württemberg an. Von 2006 bis 2012 war er Vorsitzender der SPD Karlsruhe-Stadt. Auf der Kreisdelegiertenkonferenz des SPD-Kreisverbands Karlsruhe-Stadt am 3. Juli 2008 wurde der damals 41-Jährige mit 86 % der Stimmen für weitere zwei Jahre in seinem Amt bestätigt. Jung verbesserte damit das Ergebnis von 2006 (72 %) – damals als Nachfolger von SPD-Sozialdezernent Harald Denecken – deutlich.

## Abgeordneter
Von 2005 bis 2009 war Jung Mitglied des Deutschen Bundestages.
Er zog 2005 über die Landesliste Baden-Württemberg in den Bundestag ein. Seine Wiederwahl in seinem Heimatwahlkreis Karlsruhe-Stadt scheiterte 2009.
Jung war als Mitglied im Auswärtigen Ausschuss Fachmann für Osteuropa und EU-Nachbarschaftspolitik. Im Ausschuss für Menschenrechte und humanitäre Hilfe setzte er sich für die Situation verfolgter Menschen ein. So begrüßte er beispielsweise 2009 die von den USA angekündigte Schließung des illegalen Lagers „Guantanamo“. Mehrmals hielt er Reden im Plenum des Deutschen Bundestags zum Tag der Menschenrechte. Im April 2008 moderierte Jung eine fraktionsübergreifende Diskussion mit dem französischen Außenminister Bernard Kouchner im Deutschen Bundestag in seiner Funktion als stellvertretender Vorsitzender der Gruppierung Mitglieder Europa-Union im Deutschen Bundestag. Kouchner, Gründer der Vereinigung Ärzte ohne Grenzen, nahm konkret Stellung zu den Zielen der französischen EU-Ratspräsidentschaft.

## Diamorphingestützte Substitutionsbehandlung
Seit Beginn seiner ersten Legislaturperiode im Deutschen Bundestag setzt sich Jung für die Überführung der Diamorphingestützten Substitutionsbehandlung in die Regelversorgung, finanziert von den Krankenkassen, ein. Für die Abgabe von Heroin an Schwerstabhängige initiierte er Anfang 2007 einen eigenen Gesetzesentwurf, der von rund 180 Abgeordneten der SPD unterzeichnet, aber in der großen Koalition von CDU/CSU abgelehnt wurde. Jung, der auch Mitglied im Vorstand der AWO Karlsruhe, dem Träger des seit 2002 laufenden Karlsruher Heroinmodellversuchs ist, war auch Erstunterzeichner des im November 2007 vorgelegten Gesetzentwurfs des Bundesrates Entwurf eines Gesetzes über die diamorphingestützte Substitutionsbehandlung, der vor Jahreswechsel 2008/09 seine Entsprechung im Entwurf eines Gesetzes zur diamorphingestützten Substitutionsbehandlung fand, vorgelegt am 19. Dezember 2008, unterschrieben von mehr als 250 Abgeordneten aus den Fraktionen von SPD, Grünen, FDP und Die Linke. Der Gesetzentwurf fand im Mai 2009 eine deutliche Mehrheit im Parlament.

## Sonstige Tätigkeiten
Jung ist Mitglied der Europa-Union Deutschland und vertrat die SPD im Vorstand ihrer Parlamentariergruppe im 16. Deutschen Bundestag.